# Viiksimonsaari
Viiksimonsaari är en ö i Finland. Den ligger i sjön Viiksimonjärvi och i kommunen Kuhmo i den ekonomiska regionen  Kehys-Kainuu  och landskapet Kajanaland, i den östra delen av landet, 500 km nordost om huvudstaden Helsingfors. Öns area är 24,2 hektar och dess största längd är 1 kilometer i öst-västlig riktning.